# فرانك فاهي
فرانك فاهي (بالإنجليزية: Frank Fahy) (و. 1880 – 1953 م) هو سياسي من جمهورية أيرلندا ولد في مقاطعة جلوي.